# Bunter Grashüpfer

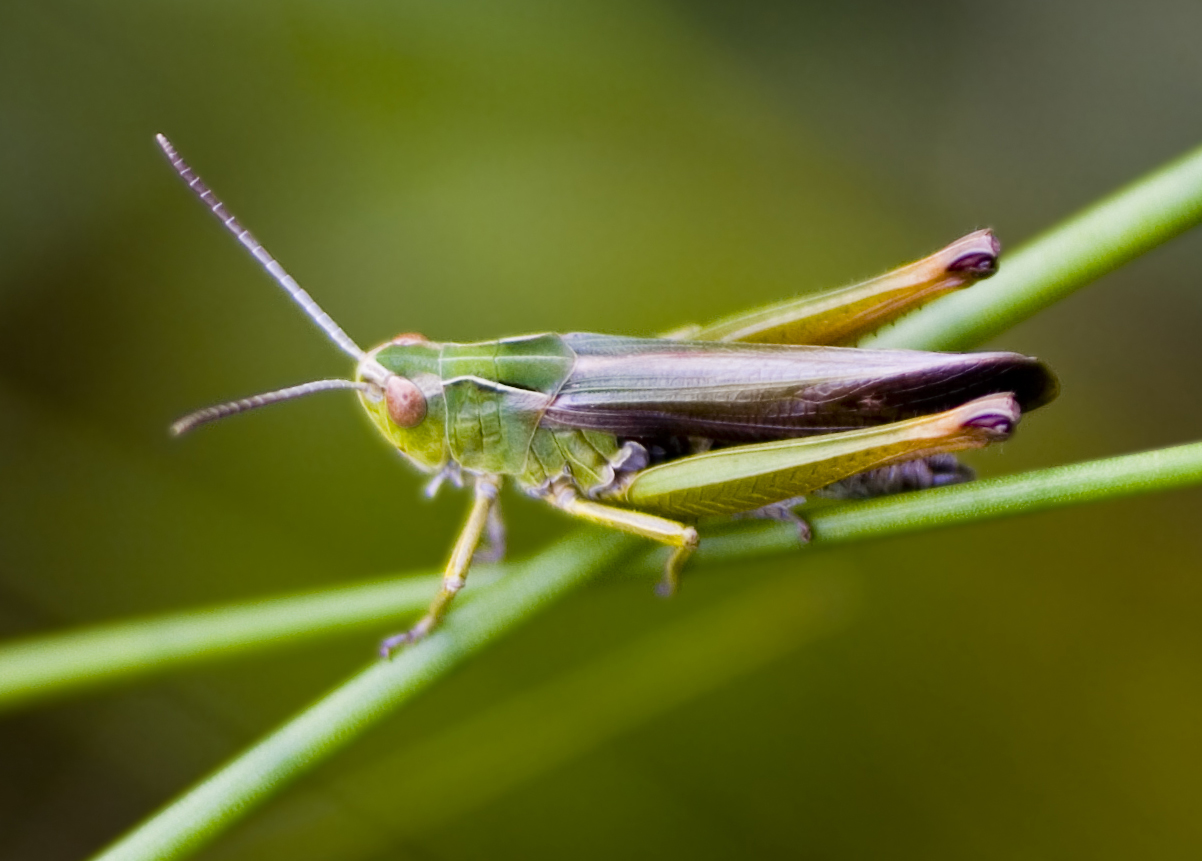
Männchen

Der Bunte Grashüpfer (Omocestus viridulus) ist eine Kurzfühlerschrecke aus der Familie der Feldheuschrecken (Acrididae). Die Art besiedelt im Hügel- und Bergland die Krautschicht offener Flächen, vor allem nicht zu trockene und extensiv bewirtschaftete Wiesen und Moore. Der Bunte Grashüpfer ist in Mitteleuropa weit verbreitet und häufig.

## Merkmale
Die Tiere erreichen eine Körperlänge von 13 bis 17 Millimetern (Männchen) bzw. 20 bis 24 Millimetern (Weibchen). Ihr Körper ist sehr variabel grün, braun, rot oder gelb gefärbt, weswegen die Art ihren deutschen Namen trägt. Die meisten Tiere sind seitlich braun bis rötlich und am Rücken kräftig grün gefärbt. Anders als beim Buntbäuchigen Grashüpfer (Omocestus rufipes) ist das Hinterleibsende aber nie rot gefärbt. Die Flügel sind wenig bis gar nicht gefleckt und am Rücken meist grün, ansonsten dunkel oder braun. Vor allem die Weibchen können mit dem Heidegrashüpfer (Stenobothrus lineatus) und dem Buntbäuchigen Grashüpfer verwechselt werden.

## Vorkommen
Die Art ist in Europa und Asien verbreitet und kommt von Nordspanien östlich bis in die Mongolei vor. Im Norden fehlt die Art im nördlichsten Teil der Britischen Inseln und im Norden Skandinaviens, im Süden kommt sie bis in den Norden Spaniens, Italiens und Griechenlands vor. Man findet sie meist zwischen 300 und 900 Metern Seehöhe, wo die Art dominierend auftritt. Aus den Südalpen sind sie bis ca. 2600 Meter, aus den Nordalpen bis 2100 Meter nachgewiesen, unter 300 Meter und je nach klimatischen Bedingungen über 1000 Meter sind sie jedoch selten. Da die Eier der Tiere empfindlich gegenüber Trockenheit sind, findet man die Art in Lebensräumen mit feuchten Böden. Trockene Gebiete werden aber bei hohen Niederschlagsmengen ebenso besiedelt, wie etwa Almweiden in den Nordalpen oder Halbtrockenrasen, etwa auf der Schwäbischen Alb. Man findet sie in der Krautschicht beispielsweise in Mooren, Feuchtwiesen, Waldwiesen, Weiden und in lichten Wäldern, bevorzugt dort, wo horstige Gräser wachsen. Intensiv landwirtschaftlich genutzte Weiden werden nicht besiedelt.

## Lebensweise
Der bunte Grashüpfer ernährt sich herbivor, vor allem von Gräsern. Die Weibchen legen ihre Eier an der Basis von dicht verwachsenen Horsten etwa von Schaf-Schwingel (Festuca ovina) oder Draht-Schmiele (Deschampsia flexuosa) ab. Gelegentlich erfolgt die Ablage aber auch im Erdboden. Die im Sommer gelegten Eier überwintern, sodass die Nymphen erst im nächsten Frühjahr schlüpfen. Während der Überwinterung sind die Eier gegen Überflutung wie auch gegen Trockenheit resistent. Imagines treten schon etwa ab Mitte Juni auf, wobei die Weibchen ein zusätzliches Nymphenstadium durchleben und dadurch später ausgewachsen sind. Die meisten Individuen findet man im August, ab September kann man sie nur mehr vereinzelt beobachten, selten auch noch bis in den November.

## Balz und Paarung
Der Gesang der Männchen besteht aus einem langen, anschwellenden Schwirren, das durch kurze Tickgeräusche ergänzt wird. Er erinnert an einen schnell tickenden Wecker, deshalb wird die Art in den Niederlanden „Wekkertje“ genannt. Der Gesang dauert für gewöhnlich 10 bis 20 Sekunden und ist weit zu hören. Die Männchen reagieren auf Rivalen. Nähert sich ein Weibchen, wechselt das Männchen zum ähnlich klingenden Werbegesang über. Dieser wird vom Weibchen durch einen Gesang, der dem gewöhnlichen Ruf des Männchens ähnlich ist, erwidert; er besteht aber aus kürzeren und leiseren Lautfolgen. Je erregter die Partner sind, desto stärker wird der beiderseitige Gesang.

## Gefährdung und Schutz
Die Art ist derzeit in der Roten Liste gefährdeter Arten in Deutschland als nicht gefährdet eingestuft, sie steht aber unter anderem in Baden-Württemberg wegen zunehmendem Habitatverlust auf der Vorwarnliste. Weil Grünland intensiver landwirtschaftlich genutzt oder zu Ackerland umgewandelt wird, verliert die Art zunehmend Lebensraum. Insbesondere das häufige Mähen der Wiesen führt zum Verschwinden der Art, da sie auf eine hochgewachsene Krautschicht angewiesen ist. Die Reduzierung der Mahden feuchter Wiesen, die Ausbringung von festem Dünger statt Jauche und die Verhinderung von Trockenlegungen können den Erhalt der Vorkommen auch auf landwirtschaftlich genutzten Flächen sicherstellen.